# Le Mammouth Pobalski
 (octobre 2021).
Si vous disposez d'ouvrages ou d'articles de référence ou si vous connaissez des sites web de qualité traitant du thème abordé ici, merci de compléter l'article en donnant les références utiles à sa vérifiabilité et en les liant à la section « Notes et références ».
Pour plus de détails, voir Fiche technique et Distribution.
Le Mammouth Pobalski est un court métrage français réalisé par Jacques Mitsch en 2005.

## Synopsis
Pierre Victor Bouvier, explorateur, débarque en Oubalski, pays de Sibérie orientale, à la recherche d'un mammouth laineux congelé. Il découvre dans ce petit pays inconnu un patrimoine naturel extraordinaire, des traditions ancestrales et un folklore tout à fait unique.

## Fiche technique
- Titre : Le Mammouth Pobalski
- Réalisation : Jacques Mitsch
- Scénario : Jacques Mitsch et Jean Marc Brisset
- Musique : Gilles Carles
- Photographie : Lubomir Bakchev et Florian Bouchet
- Montage : Josiane Zardoya
- Société de production : K Production, Léon Prod et Canal+
- Pays :  France
- Genre : comédie dramatique
- Durée : 38 minutes
- Dates de sortie : 
  - France : 28 janvier 2006 (festival international du court métrage de Clermont-Ferrand)

## Distribution
- Roger Souza : Pierre Victor Bouvier
- Muriel Benazeraf : Nathalie
- Alain Dumas : Igor Stepanov Pobalski

## Commentaires
Le peuple Oubalsk possède sa propre culture, sa gastronomie, dont le plat typique est le poulpitch (une chanson s'intitule d'ailleurs "Poulpitch's song"), son hymne national ainsi qu'un soap opera intitulé Les Flammes du désir qui fait clairement référence aux séries diffusées en Occident comme Les Feux de l'amour, avec les mêmes caractéristiques dont un doublage approximatif.
Le film fut sélectionné au Festival international du court-métrage de Clermont-Ferrand en 2006, où il reçut le prix du public ainsi que le prix Attention Talent FNAC. Il a été aussi nommé dans la catégorie du meilleur court métrage à la cérémonie des Césars 2007.
Un long métrage, adapté du court, est actuellement en préparation. Il s'intitulera Il était une fois l'Oubalski.